# 莫里茨海姆
莫里茨海姆是德国莱茵兰-普法尔茨州的一个市镇。总面积4.02平方公里，总人口117人，其中男性62人，女性55人（2011年12月31日），人口密度29人/平方公里。